# Смородина каменная
Сморо́дина ка́менная (лат. Ríbes saxatíle) — кустарник, вид рода Смородина семейства Крыжовниковые.

## Ареал
Ареал находится в Алтайском крае, доходит на севере до Новосибирской области, на юге до Казахстана и Китая.
Произрастает в открытых местах на скалистых склонах и каменистых осыпях.

## Ботаническое описание
В высоту растение достигает только 60—90 см.
На стеблях имеются шипы.
Листья синевато зелёные небольшого размера, в диаметре 1—З см, округлые яйцевидной формы разделены на небольшие лопасти с тупыми вершинами.
Цветки мелкие тёмно-зелёного цвета, собраны в кисти. Цветение проходит с апреля по июнь.
Плоды — ягоды размером 5—7 мм. Цвет плодов меняется от красного до тёмно-вишневого при достижении спелости. Плоды созревают в августе.

## Применение
Ягоды не пригодны в пищу, обладают неприятным горьким вкусом.
Как декоративное растение может использоваться в альпийских горках и для размещения на склонах газонов.